# Tv-personlighed
En tv-personlighed er en offentlig person, der optræder meget på fjernsyn og får berømmelse gennem sin medvirken i tv-programmer. Tv-personligheder kan være værter, journalister, eksperter, skuespillere, realitydeltagere eller andre mediepersoner, der bliver kendte for deres tv-optrædener.

## Definition og kendetegn
Tv-personligheder adskiller sig fra almindelige tv-værter eller journalister ved at have en særlig karisma, stil eller personlighed, som gør dem genkendelige for seerne. De kan opnå stor offentlig opmærksomhed og blive en del af popkulturen. Nogle tv-personligheder er kendt for deres professionelle ekspertise, mens andre bliver berømte på grund af deres personlighed eller medvirken i reality-tv.

## Kendte tv-personligheder
Eksempler på kendte tv-personligheder inkluderer:
- Oprah Winfrey – Amerikansk talkshowvært og mediemogul.
- David Letterman – Tidligere vært på Late Show.
- Ellen DeGeneres – Amerikansk talkshowvært og komiker.
- Piers Morgan – Britisk journalist og tv-vært.
- Anders Lund Madsen – Dansk journalist og tv-vært.
- Bubber – Dansk tv-personlighed og børnevært.
- Felix Smith – Dansk tv-vært.

## Tv-personligheder i Danmark
I Danmark har flere tv-værter og underholdningspersonligheder opnået status som tv-personligheder. Nogle eksempler er Lise Rønne, Søren Ryge Petersen, Mads Steffensen og Thomas Blachman. Flere danske tv-personligheder har også deltaget i internationale tv-projekter eller har fået berømmelse gennem reality-programmer som Paradise Hotel (Danmark) eller Vild med dans (Danmark).

## Indflydelse og rolle i samfundet
Tv-personligheder har ofte stor indflydelse på offentligheden og kan påvirke holdninger, trends og debatter. De kan fungere som meningsdannere, kulturpersonligheder eller endda politiske aktivister. Med fremkomsten af sociale medier har mange tv-personligheder også udvidet deres platforme til YouTube, Instagram og TikTok, hvor de interagerer direkte med deres publikum.